# Lantillac
Lantillac [lɑ̃tijak] est une commune française située dans le département du Morbihan, en région Bretagne.

## Géographie
|         | Pleugriffet |        |
| Radenac | Lantillac   | Guégon |
|         | Buléon      |        |

### Hydrographie
Pour un article plus général, voir Réseau hydrographique du Morbihan.
La commune est située dans le bassin Loire-Bretagne. Elle est drainée par le Vieux Moulin, le Ville Oger et un autre petit cours d'eau,.

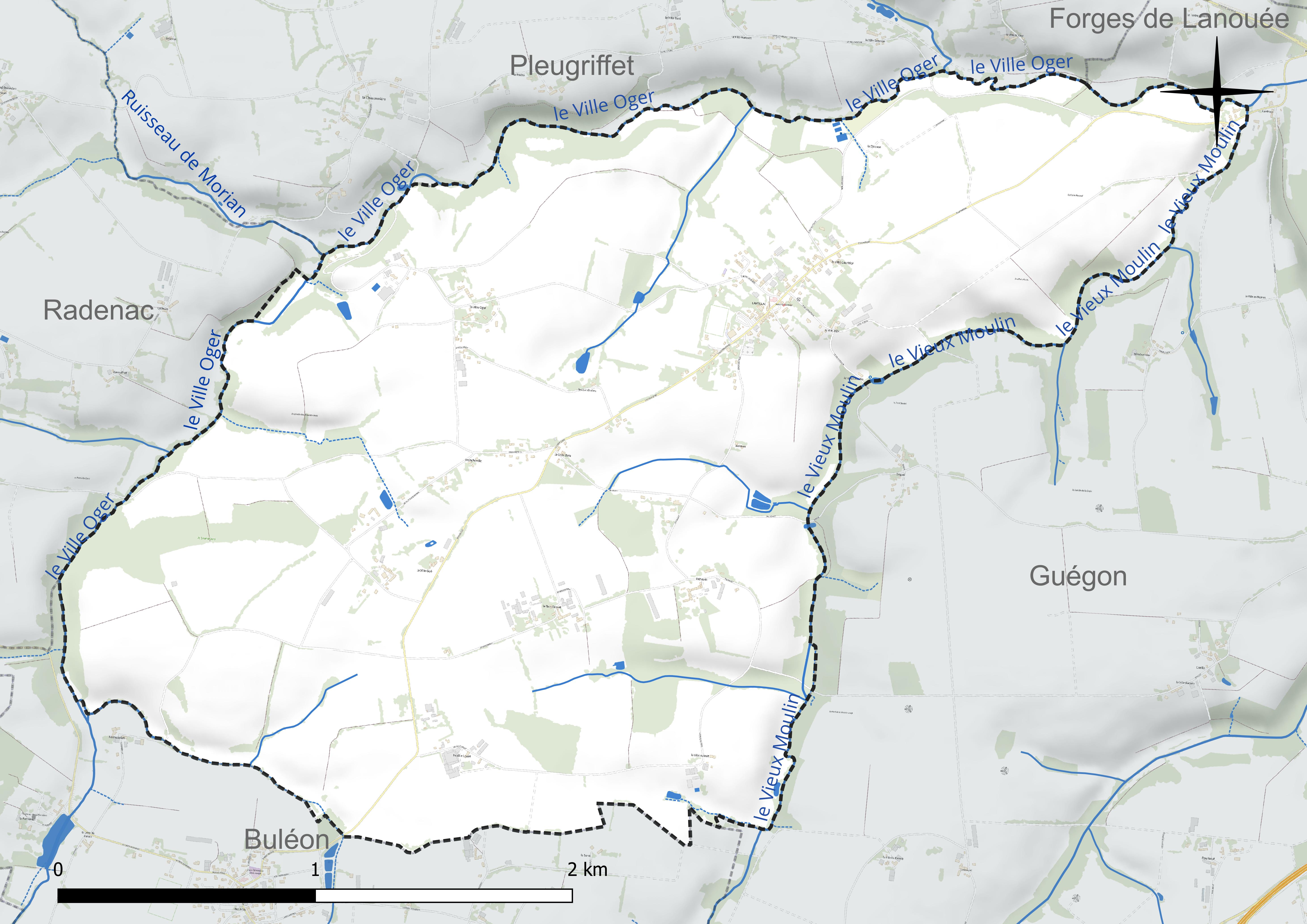
Réseau hydrographique de Lantillac.

### Climat
Pour des articles plus généraux, voir Climat de la Bretagne et Climat du Morbihan.
En 2010, le climat de la commune est de type climat océanique franc, selon une étude du CNRS s'appuyant sur une série de données couvrant la période 1971-2000. En 2020, Météo-France publie une typologie des climats de la France métropolitaine dans laquelle la commune est exposée à un climat océanique et est dans la région climatique Bretagne orientale et méridionale, Pays nantais, Vendée, caractérisée par une faible pluviométrie en été et une bonne insolation. Parallèlement l'observatoire de l'environnement en Bretagne publie en 2020 un zonage climatique de la région Bretagne, s'appuyant sur des données de Météo-France de 2009. La commune est, selon ce zonage, dans la zone « Intérieur Est », avec des hivers frais, des étés chauds et des pluies modérées.
Pour la période 1971-2000, la température annuelle moyenne est de 11,3 °C, avec une amplitude thermique annuelle de 12,3 °C. Le cumul annuel moyen de précipitations est de 815 mm, avec 13,2 jours de précipitations en janvier et 5,9 jours en juillet. Pour la période 1991-2020, la température moyenne annuelle observée sur la station météorologique la plus proche, située sur la commune de Bignan à 12 km à vol d'oiseau, est de 11,8 °C et le cumul annuel moyen de précipitations est de 995,0 mm,. Pour l'avenir, les paramètres climatiques de la commune estimés pour 2050 selon différents scénarios d'émission de gaz à effet de serre sont consultables sur un site dédié publié par Météo-France en novembre 2022.

## Urbanisme

### Typologie
Au 1er janvier 2024, Lantillac est catégorisée commune rurale à habitat dispersé, selon la nouvelle grille communale de densité à sept niveaux définie par l'Insee en 2022.
Elle est située hors unité urbaine. Par ailleurs la commune fait partie de l'aire d'attraction de Josselin, dont elle est une commune de la couronne,. Cette aire, qui regroupe 4 communes, est catégorisée dans les aires de moins de 50 000 habitants,.

### Occupation des sols
L'occupation des sols de la commune, telle qu'elle ressort de la base de données européenne d’occupation biophysique des sols Corine Land Cover (CLC), est marquée par l'importance des territoires agricoles (92,3 % en 2018), une proportion identique à celle de 1990 (92,3 %). La répartition détaillée en 2018 est la suivante :
terres arables (55,3 %), zones agricoles hétérogènes (22,4 %), prairies (14,6 %), forêts (4,4 %), zones urbanisées (3,2 %). L'évolution de l’occupation des sols de la commune et de ses infrastructures peut être observée sur les différentes représentations cartographiques du territoire : la carte de Cassini (XVIIIe siècle), la carte d'état-major (1820-1866) et les cartes ou photos aériennes de l'IGN pour la période actuelle (1950 à aujourd'hui).

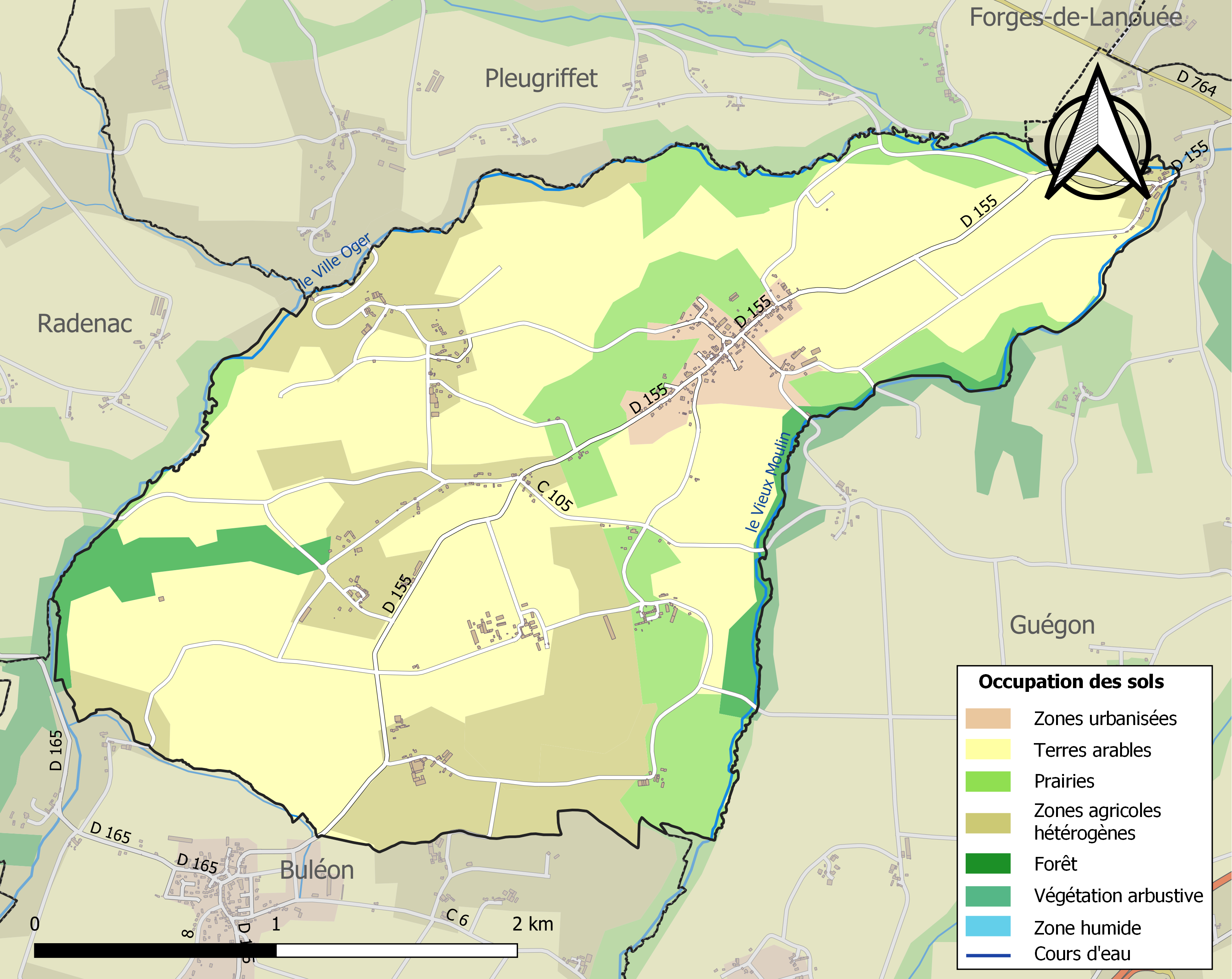
Carte des infrastructures et de l'occupation des sols de la commune en 2018 (CLC).

## Toponymie
Le nom de la localité est mentionné sous les formes Lentillac en 1378 ; Lantillac en 1448, en 1464, en 1481 et en 1536 ; Lentillac en 1477.
Selon Bernard Tanguy, ce toponyme dérive du gaulois nantos « vallée ».
Le nom breton de la commune est Lantilieg[réf. nécessaire].

## Histoire

### LeXIXesiècle
Vers le milieu du XIXe siècle, la population reste majoritairement légitimiste : par exemple en 1850 le journal La Bretagne lance une souscription destinée à offrir au Comte de Chambord deux chevaux bretons ; 58 % des habitants (enfants au berceau inclus) de Lantillac y souscrivent, dont le maire, ses adjoints et la quasi-totalité du conseil municipal.

## Politique et administration
| Période                                  | Période     | Identité          | Étiquette | Qualité                 |
| ---------------------------------------- | ----------- | ----------------- | --------- | ----------------------- |
| 1813                                     | 1824        | Jean Mahieux      | -         | Propriétaire exploitant |
| 1825                                     |             | Julien Le Gentil  | -         | Agriculteur             |
| 1977                                     |             | Jean-Claude Nizan | UDB       | -                       |
| mars 2001                                | 23 mai 2020 | René Quelleuc     | SE        | Retraité                |
| 23 mai 2020                              | En cours    | Michel Bertho     |           |                         |
| Les données manquantes sont à compléter. |             |                   |           |                         |

## Démographie
L'évolution du nombre d'habitants est connue à travers les recensements de la population effectués dans la commune depuis 1793. Pour les communes de moins de 10 000 habitants, une enquête de recensement portant sur toute la population est réalisée tous les cinq ans, les populations de référence des années intermédiaires étant quant à elles estimées par interpolation ou extrapolation. Pour la commune, le premier recensement exhaustif entrant dans le cadre du nouveau dispositif a été réalisé en 2004.

En 2022, la commune comptait 291 habitants, en évolution de −5,52 % par rapport à 2016 (Morbihan : +3,82 %, France hors Mayotte : +2,11 %).
| 1793 | 1800 | 1806 | 1821 | 1831 | 1836 | 1841 | 1846 | 1851 |
| ---- | ---- | ---- | ---- | ---- | ---- | ---- | ---- | ---- |
| 907  | 364  | 426  | 381  | 371  | 385  | 377  | 395  | 422  |

| 1856 | 1861 | 1866 | 1872 | 1876 | 1881 | 1886 | 1891 | 1896 |
| ---- | ---- | ---- | ---- | ---- | ---- | ---- | ---- | ---- |
| 388  | 383  | 405  | 388  | 383  | 388  | 398  | 384  | 395  |

| 1901 | 1906 | 1911 | 1921 | 1926 | 1931 | 1936 | 1946 | 1954 |
| ---- | ---- | ---- | ---- | ---- | ---- | ---- | ---- | ---- |
| 388  | 404  | 416  | 356  | 390  | 425  | 407  | 406  | 358  |

| 1962 | 1968 | 1975 | 1982 | 1990 | 1999 | 2004 | 2006 | 2009 |
| ---- | ---- | ---- | ---- | ---- | ---- | ---- | ---- | ---- |
| 345  | 348  | 337  | 329  | 298  | 299  | 299  | 304  | 303  |

| 2014 | 2019 | 2022 | - | - | - | - | - | - |
| ---- | ---- | ---- | - | - | - | - | - | - |
| 308  | 299  | 291  | - | - | - | - | - | - |

## Lieux et monuments
- Église Notre-Dame-de-Toute-Aide.